# نيكولاي ليبيديف
نيكولاي ليبيديف (الروسية: Николай Лебедев) (و. 1966  م) هو مخرج أفلام، وكاتب سيناريو من الاتحاد السوفيتي، وروسيا، ولد في كيشيناو.

## التعليم
تعلم في معهد غيراسيموف للسينما، وتعلم في MSU Faculty of Journalism ‏
.

## جوائز
حصل على جوائز منها:

جائزة الدولة لروسيا الاتحادية ‏

## وصلات خارجية
- نيكولاي ليبيديف على موقع IMDb (الإنجليزية)
- نيكولاي ليبيديف على موقع ألو سيني (الفرنسية)
- نيكولاي ليبيديف على موقع أول موفي (الإنجليزية)
- نيكولاي ليبيديف على موقع قاعدة بيانات الأفلام السويدية (السويدية)
- نيكولاي ليبيديف على موقع قاعدة بيانات الفيلم (الإنجليزية)
- نيكولاي ليبيديف على موقع كينوبويسك (الروسية)